# Велье (Италия)
Велье (итал. Veglie) — коммуна в Италии, располагается в регионе Апулия, в провинции Лечче.
Население составляет 14323 человека (2008 г.), плотность населения составляет 233 чел./км². Занимает площадь 61 км². Почтовый индекс — 73010. Телефонный код — 0832.
Покровителем коммуны почитается святой Иоанн Креститель, празднование 24 июня.

## Демография
Динамика населения:

## Администрация коммуны
- Официальный сайт: http://www.comune.veglie.le.it/